# Giovanni Filippo Ingrassia
Giovanni Filippo Ingrassia (ur. 1510 w Regalbuto, zm. 6 listopada 1580 w Palermo) – sycylijski lekarz i anatom.

## Życiorys
Urodził się w 1510 r. w Regalbuto w środkowej Sycylii, a wychowywał się w Palermo. Tam też po studiach z języków klasycznych i filozofii, poświęcił się zgłębianiu medycyny, co zachęciło go do podjęcia studiów uniwersyteckich w tym zakresie. Studiował w Padwie lub Ferrarze, po czym w 1535 r. zaczął uczęszczać na uniwersytet w Bolonii, gdzie ukończył naukę w 1537 r. Później przez pewien czas uczęszczał na wykłady Andreasa Vesaliusa i Gabrielle Fallopio, a w 1540 r. wrócił na Sycylię, gdzie praktykował w Palermo. Poznawszy Isabellę Di Capua, żonę wicekróla Sycylii Ferrante Gonzagi, został prywatnym lekarzem wicekróla. W 1544 r. podążył za patronką do Neapolu, gdzie poznał Simone Porzio i objął profesurę w zakresie anatomii, a następnie wyruszył z nią w podróż do Wenecji. W kolejnych latach rozwijał karierę lekarską, zyskując szeroką rozpoznawalność. Po śmierci wicekróla Pedra Álvareza de Toledo w 1553 r. opuścił Neapol i wyjechał na Sycylię, gdzie objął posadę wykładowcy medycyny teoretycznej i praktycznej w stworzonej przez tamtejszego wicekróla  Juana de Vega szkole medycznej.
Największe uznanie zyskał dzięki traktatowi De tumoribus praeter naturam (1553), w którym szczegółowo opisał 287 typów guzów, a także wrzody, świerzb i przepuklinę. Był również pionierem teratologii oraz medycyny sądowej i autorem poradnika medyczno-prawnego dla prawników (Wenecja, 1578 r.), w którym zawarł m.in. rozważania na temat stosowania przez wymiar sprawiedliwości tortur. Sporządził wnikliwy komentarz do pracy Galena poświęconej osteologii, poprawiając wiele błędów. Ingrassia opisał także pojedyncze kości, m.in. sporządził pierwszy opis kości klinowej, kości sitowej i strzemiączka, a także innych struktur w głowie, m.in. trąbki słuchowej, oraz w układzie rozrodczym (m.in. ciał jamistych i pęcherzyków nasiennych). Dzięki swoim osiągnięciom zyskał przydomek nowego Galena i sycylijskiego Hipokratesa oraz przyczynił się do stworzenia kultury naukowej na Sycylii. Jako jeden z pierwszych lekarzy podejrzewał, że niektóre choroby przenoszą się pomiędzy ludźmi, w związku z czym zaczął wprowadzać środki ochronne, stając się jednym z pionierów nowoczesnej higieny.
Zmarł 6 listopada 1580 r. w Palermo.